# Krychów
Krychów (prononciation [ˈkrɨxuv]) est un village de la gmina de Hańsk, du powiat de Włodawa, dans la voïvodie de Lublin, situé dans l'est de la Pologne.

## Histoire
Au cours de la Seconde Guerre mondiale, pendant l'occupation de la Pologne, Krychów était l'emplacement d'un camp de travail forcé nazi établi en 1940 pour les juifs polonais, avec plusieurs sous-camps. 

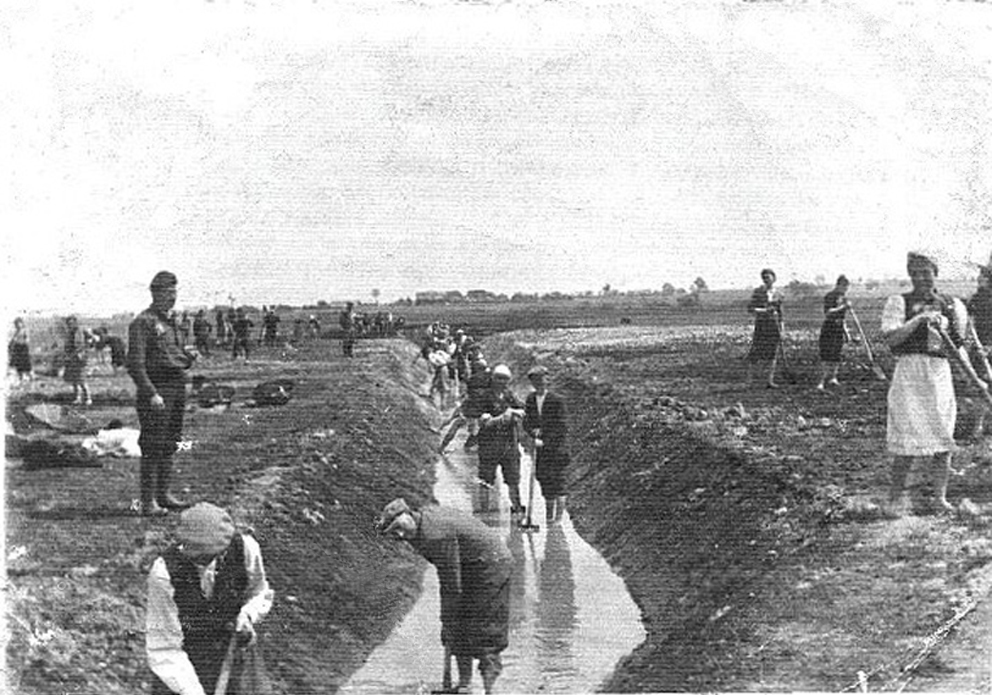
Krychów camp de travail forcé, 1940. Les prisonniers construisent des fossés d'irrigation pour les nouveaux latifundia allemands du Generalplan Ost.

Le camp de Krychów a été mis en place par les Allemands en tant qu'un petit établissement correctionnel pour les délinquants à court terme fondée en 1935 au cours de la deuxième République de Pologne, qui était une branche de la prison de Chełm. Les détenus d'avant-guerre ont été libérés par l'administration polonaise au moment de l'invasion de la Pologne dans les premiers jours de septembre 1939 et le centre correctionnel était vide. Les Allemands établirent un camp de juifs pour environ 1 500 hommes et femmes qui étaient contraints de construire des fermes pour les « colons » allemands. Il était une branche principale de plusieurs camps dans Hańsk y compris Krychów, Hansk-Dwór, Osowa et Ujazdów, pour les captifs inoffensifs expulsés des colonies voisines. 

Le camp de Krychów a été géré par l'administration allemande nazie du projet Generalplan Ost pour les latifundia des colons amenés Heim ins Reich (Domicile dans l'Empire) parmi les Volksdeutsche étrangers. En raison de la proximité du camp d'extermination de Sobibor, beaucoup de Juifs qui ont creusé les fossés d'irrigation dans ces camps étaient tout simplement sous la garde allemande pour l'extermination par gazage à Sobibor, ainsi que les Roms emprisonnés.

## Administration
De 1975 à 1998, le village est attaché administrativement à l'ancienne voïvodie de Chełm.

Depuis 1999, il fait partie de la nouvelle voïvodie de Lublin.